# Pop sueco
El pop sueco es música pop de Suecia, y algunos de Finlandia cuyo idioma materno es el sueco.
El pop sueco incluye canciones en sueco y en inglés. El mercado para esta música cuando es exclusivamente en sueco se limita al mercado escandinavo. Grupos como Drömhus y Peaches o solistas como Carola Häggkvist han promovido el pop sueco en su lengua materna. Sin embargo a partir de la gran popularidad que esta música goza la mayoría de los cantantes y grupos cantan en idioma inglés. Cabe destacar que Suecia es uno de los mayores exportadores de música pop y rock en el mundo.
La música pop sueca empezó a ser conocida en el mundo a fines de los años 1960. El grupo ABBA fue uno de los principales exponentes de dicho género musical en sus inicios. El pop sueco fue evolucionando desde aquella época de los ritmos disco y hasta el llamado teen pop. La fórmula del grupo ABBA (dos hombres, dos mujeres, dos rubios, dos con cabello negro, melodías bailables con letras fáciles de aprender) se ha repetido varias veces y en ocasiones con éxito como fue el caso los grupos Ace of Base o A*Teens.
Durante los años 1980, Suecia exportó dos grandes agrupaciones: Europe, conocidos por canciones como "The Final Countdown" y el dúo Roxette, que colocó 4 sencillos en el número uno del Billboard, seis Top 10 en el Reino Unido. El productor y escritor musical Max Martin fue uno de quienes expandieron la popularidad del pop sueco a principios de los años 1990 con colaboraciones para artistas como Backstreet Boys, Britney Spears, Céline Dion o Westlife, entre otros.
Anualmente el pop sueco queda fuertemente influenciado por el Melodifestivalen, la preselección sueca para el Festival de la canción de Eurovisión, donde muchas de las canciones participantes se convierten en grandes éxitos, incluso superando a la ganadora.
El pop sueco ha sido además cantado en varios idiomas. Además de cantar en sueco, artistas como ABBA grabaron algunos de sus éxitos en alemán, francés y español. A mediados de los años 1990, Roxette también siguió esa línea al editar un álbum completamente en español, donde incluían sus principales canciones románticas. Canciones como Chiquitita o Fernando (de ABBA) o temas como Un día sin ti (Spending My Time) o No sé si es amor (It Must Have Been Love) llegaron a la cima de las listas mundiales primero en inglés, y luego para España e Hispanoamérica nuevamente en sus versiones en español.
Música Electrónica de Suecia
En la segunda década del siglo XXI, se desarrolla en Suecia una potente escena electrónica de la que destacan nombres como Lykke Li, Swedish House Mafia, Avicii, Loreen, e Icona Pop o Benjamin Ingrosso.

## Los 5 con mayor volumen de ventas en Suecia
Las ventas son aproximadas y suman sencillos y álbumes.
| Posición | Grupos        | Ventas         | Género                 | Años activos                   |
| -------- | ------------- | -------------- | ---------------------- | ------------------------------ |
| 1.       | ABBA          | 300 millones + | Pop                    | 1972–presente                  |
| 2.       | Roxette       | 70 millones +  | Pop rock               | 1986–presente                  |
| 3.       | Ace of Base   | 50 millones +  | Eurodance              | 1990–presente                  |
| 4.       | Europe        | 25 millones +  | Glam metal / Rock duro | 1979–1992; 1999; 2003–presente |
| 5.       | The Cardigans | 15 millones +  | Rock alternativo       | 1992–presente                  |